# Galatasaray A2
Galatasaray PAF är reservlaget till Galatasaray S.K..
De är medlemmar i turkiska ungdomsligan som startades 1988 och turkiska PAF Lig startad 1999. De spelar sin hemmamatcher på Metin Oktay-anläggningen i Florya Istanbul, vilken också är träningsplats för huvudlaget.
Laget består främst av U-21 spelare i klubben men har även tagit ut seniorer för att spela matcher vid speciella förhållanden.

## Truppen 2010/11
| Nr | Land    | Pos | Namn                |  |
| 1  | Turkiet | MV  | Eray İşcan          |  |
| 12 | Turkiet | MV  | Taylan Arman        |  |
| 13 | Turkiet | MV  | Özcan Bozan         |  |
| 2  | Turkiet | F   | Ahmet Kesim         |  |
| 3  | Turkiet | F   | Berk Neziroğluları  |  |
| 4  | Turkiet | F   | Cemre Baloğlu       |  |
| 17 | Turkiet | F   | Gencay Ertan        |  |
| 19 | Turkiet | F   | Yusuf Onur Arıkan   |  |
| 27 | Turkiet | F   | Sinan Osmanoğlu     |  |
|    | Turkiet | MF  | Caner Öztel         |  |
|    | Turkiet | MF  | Cumhur Yılmaztürk   |  |
|    | Turkiet | MF  | Yusuf Akyel         |  |
|    | Turkiet | MF  | Emre Yüksektepe     |  |
|    | Turkiet | MF  | Rıdvan Kuru         |  |
|    | Turkiet | MF  | Sedat Can           |  |
|    | Turkiet | MF  | Ufuk Muhtar         |  |
|    | Turkiet | MF  | Uğur Ayhan          |  |
|    | Turkiet | A   | Anıl Dilaver        |  |
|    | Turkiet | A   | Cem Sultan          |  |
|    | Turkiet | A   | Berkin Kamil Aslan  |  |
|    | Turkiet | A   | Mertan Caner Öztürk |  |
|    | Turkiet | A   | Orçun Selduman      |  |
|    | Turkiet | A   | Hasan Ahmed         |  |

## Tränarlag
| Namn            | Nationalitet  | Jobb                                   |
| --------------- | ------------- | -------------------------------------- |
| Tugay Kerimoğlu | Turkiet       | Co-ordinator of Football Academy       |
| Evert Jan Derks | Nederländerna | Education director of Football Academy |
| Savaş Serdar    | Turkiet       | Manager of Football Academy            |
| Savaş Çam       | Turkiet       | Director of Football Schools           |
| Orhan Atik      | Turkiet       | A2 Coach                               |
| Taner Alpak     | Turkiet       | Ass. coach                             |
| Fehmi İbişi     | Turkiet       | Coach of U-18 Team                     |
| Ahmet Geçer     | Turkiet       | Ass. Coach of U-18 Team                |
| Mehmet Ünver    | Turkiet       | Coach of U-17 Team                     |
| Ali Polat       | Turkiet       | Coach of U-16 Team                     |
| Ümit Görtay     | Turkiet       | Coach of U-15 Team                     |
| Birkan Bozkurt  | Turkiet       | Coach of U-14 Team                     |
| Dr. Barış Çakır | Turkiet       | Doctor                                 |
| Ceren Tokdemir  | Turkiet       | Psychologist                           |
| Yasin Kurt      | Turkiet       | Fitness Coach                          |
| Senih Yaban     | Turkiet       | Goalkeeper Coach                       |
| Batuhan Erkan   | Turkiet       | Masseur                                |

## Tidigare tränare
- Abdullah Avcı
- Suat Kaya
- Zafer Koç
- Erkan Ültanır
- Nedim Yiğit

## Tidigare spelare
| - Arda Turan - Aydın Yılmaz - Bülent Korkmaz - Cafercan Aksu - Ceyhun Eriş - Cihan Can - Coşkun Özarı - Cüneyt Tanman - Çağrı Yarkın - Dániel Tőzsér - Emre Belözoğlu - Erhan Şentürk - Efecan Gökhan Ustenci II | - Fatih Akyel - Ferhat Öztorun - Gündüz Gürol Azer - İlker Erbay - İlyas Kahraman - Mehmet Güven - Mert Korkmaz - Murat Akça - Murat Akyüz - Mülayim Erdem - Oğuz Sabankay | - Okan Buruk - Orkun Uşak - Özgür Öçal - Özgürcan Özcan - Sabri Sarıoğlu - Semih Kaya - Serdar Eylik - Tugay Kerimoğlu - Uğur Uçar - Volkan Bekçi - Yücel Kaya - Zafer Şakar |